# Phantom Antichrist
| Críticas profissionais | Críticas profissionais |
| Avaliações da crítica  | Avaliações da crítica  |
| Fonte                  | Avaliação              |
| ---------------------- | ---------------------- |
| The Metropolis Music   | ver                    |
| Angry Metal Guy        | ver                    |
| sputnikmusic.com       | ver                    |

 Phantom Antichrist   é o décimo terceiro álbum da banda alemã Kreator. Foi lançado em 1 de junho de 2012.

## Faixas
Todas as canções foram compostas por Mille Petrozza.
| N.º | Título                                | Duração |  |
| 1.  | "Mars Mantra"                         | 1:20    |  |
| 2.  | "Phantom Antichrist"                  | 4:30    |  |
| 3.  | "Death To The World"                  | 4:53    |  |
| 4.  | "From Flood Into Fire"                | 5:27    |  |
| 5.  | "Civilisation Collapse"               | 4:14    |  |
| 6.  | "United In Hate"                      | 4:31    |  |
| 7.  | "The Few, The Proud, The Broken"      | 4:37    |  |
| 8.  | "Your Heaven In My Hell"              | 5:54    |  |
| 9.  | "Victory Will Come"                   | 4:14    |  |
| 10. | "Until Our Paths Cross Again"         | 5:48    |  |
| 11. | "Iron Destiny" (faixa bônus japonesa) |         |  |

## Desempenho nas paradas
| Paradas musicais                           | Posição |
| ------------------------------------------ | ------- |
| Áustria (Ö3 Austria Top 40)                | 31      |
| Bélgica (Ultratop Flandres)                | 75      |
| Bélgica (Ultratop Valônia)                 | 84      |
| Países Baixos (Dutch Charts)               | 87      |
| Finlândia (Suomen virallinen lista)        | 11      |
| França (SNEP)                              | 87      |
| Alemanha (Offizielle Deutsche Charts)      | 5       |
| Hungria (MAHASZ)                           | 13      |
| Japão (Oricon)                             | 63      |
| Coreia do Sul (GAON)                       | 35      |
| Noruega (VG-lista)                         | 39      |
| Espanha (PROMUSICAE)                       | 89      |
| Suécia (Sverigetopplistan)                 | 30      |
| Suíça (Schweizer Hitparade)                | 31      |
| Reino Unido (UK Independent Albums Chart)  | 37      |
| Estados Unidos (Billboard 200)             | 130     |
| Estados Unidos (Top Hard Rock Albums)      | 8       |
| Estados Unidos (Billboard Top Heatseekers) | 1       |
| Estados Unidos (Top Rock Albums)           | 47      |

## Créditos
Banda
- Mille Petrozza — guitarra, vocal
- Jürgen Reil — bateria
- Christian Giesler — baixo
- Sami Yli-Sirniö — guitarra, guitarra acústica, vocal de apoio

| Participações - Henric Bellinger – Percussão (adicional) - Jens Bogren – Vocal (coro) - Matthias Kollek – Vocal (coro) - Tommy Johansson – Vocal (coro) - Uffe Bejstam – Vocal (coro) - Ronny Milianowicz – Vocal (coro) - Tim Schuldt – Programação | Produção - Stefan Heilemann – Fotografia da banda - Jan Meininghaus – Capa (adicional), Design (booklet) - Johan Örnborg – Engenheiro (adicional) - Ted Jensen – Masterização - Wes Benscoter – Capa - Jens Bogren – Produtor, Engenheiro, Mixador |